# 雅克利娜·德·隆維
雅克利娜·德·隆維（法語：Jacqueline de Longwy，發音：[ʒaklin də lɔ̃wi]；約1520年—1561年8月28日），蒙龐西耶公爵夫人，昂古萊姆伯爵查理的外孫女。

## 家庭
1538年，雅克利娜與路易三世·德·蒙龐西耶結婚，兩人共有1子5女：
1. 法蘭索瓦絲（法语：Françoise de Bourbon-Vendôme）（1539年—1587年）
2. 安妮（1540年—1577年）
3. 讓娜（1541年—1620年）
4. 法蘭索瓦（1542年—1592年），蒙龐西耶公爵
5. 夏洛特（1546年—1582年），奧蘭治親王妃
6. 路易絲（1548年—1586年）